# Javert
 (octobre 2021).
Javert est l'un des personnages du roman Les Misérables de Victor Hugo. Cet inspecteur de police est l'ennemi juré de l’ex-forçat Jean Valjean en rupture de ban, qu'il pourchasse sans trêve. Il se suicide quand il comprend que Jean Valjean est un homme bon qui a tout fait pour se racheter, regrettant de l’avoir traqué.

## Biographie du personnage

### Tome I:Fantine
Fils d’une tireuse de cartes, dont le mari est aux galères, Javert est né dans une prison. Son année de naissance n’est pas précisée par Victor Hugo, mais il pourrait être né entre 1775 et 1780 selon les recoupements faits grâce à l’indication de son âge à différents stades du roman.
« En grandissant, il pensa qu'il était en dehors de la société et désespéra d'y entrer à jamais. […] En même temps, il se sentait je ne sais quel fond de rigidité, de régularité et de probité, compliqué d'une inexprimable haine pour cette race de bohèmes dont il était. Il entra dans la police. Il y réussit. À quarante ans il était inspecteur. Il avait dans sa jeunesse été employé dans les chiourmes du midi ».
Hugo complète ainsi le portrait de Javert : « Les paysans asturiens sont convaincus que dans toute portée de louve il y a un chien, lequel est tué par la mère, sans quoi en grandissant il dévorerait les autres petits. Donnez une face humaine à ce chien fils d'une louve, et ce sera Javert »,.
Javert ne vit que pour faire respecter les lois. Il a deux maximes auxquelles il n'admet pas d'exceptions : « Le fonctionnaire ne peut se tromper » et « Ceux-ci [les criminels] sont irrémédiablement perdus. Rien de bon ne peut en sortir ».
En 1820, il est affecté à Montreuil-sur-Mer. Il est le seul dans la ville à suspecter le respectable manufacturier M. Madeleine d'être l'ancien forçat Jean Valjean. Il remarque, outre la force exceptionnelle de M. Madeleine et sa ressemblance physique avec Valjean, son adresse au tir, et le fait qu’il traîne sa jambe droite (à laquelle étaient fixées les lourdes chaînes du bagne) et qu’il fait des recherches à Faverolles (lieu de naissance de Valjean). Ses soupçons se confirment lorsque, témoin de l’accident survenu au vieux charretier Fauchelevent, et voyant M. Madeleine s’apprêter à soulever avec son dos la charrette qui écrase le malheureux, il lui dit : « Je n'ai jamais connu qu'un homme qui pût remplacer un cric, c'était ce forçat [du bagne de Toulon] ».
En 1821, lorsque M. Madeleine est nommé maire et « la première fois que Javert vit M. Madeleine revêtu de l'écharpe qui lui donnait toute autorité sur la ville, il éprouva cette sorte de frémissement qu'éprouverait un dogue qui flairerait un loup sous les habits de son maître ».

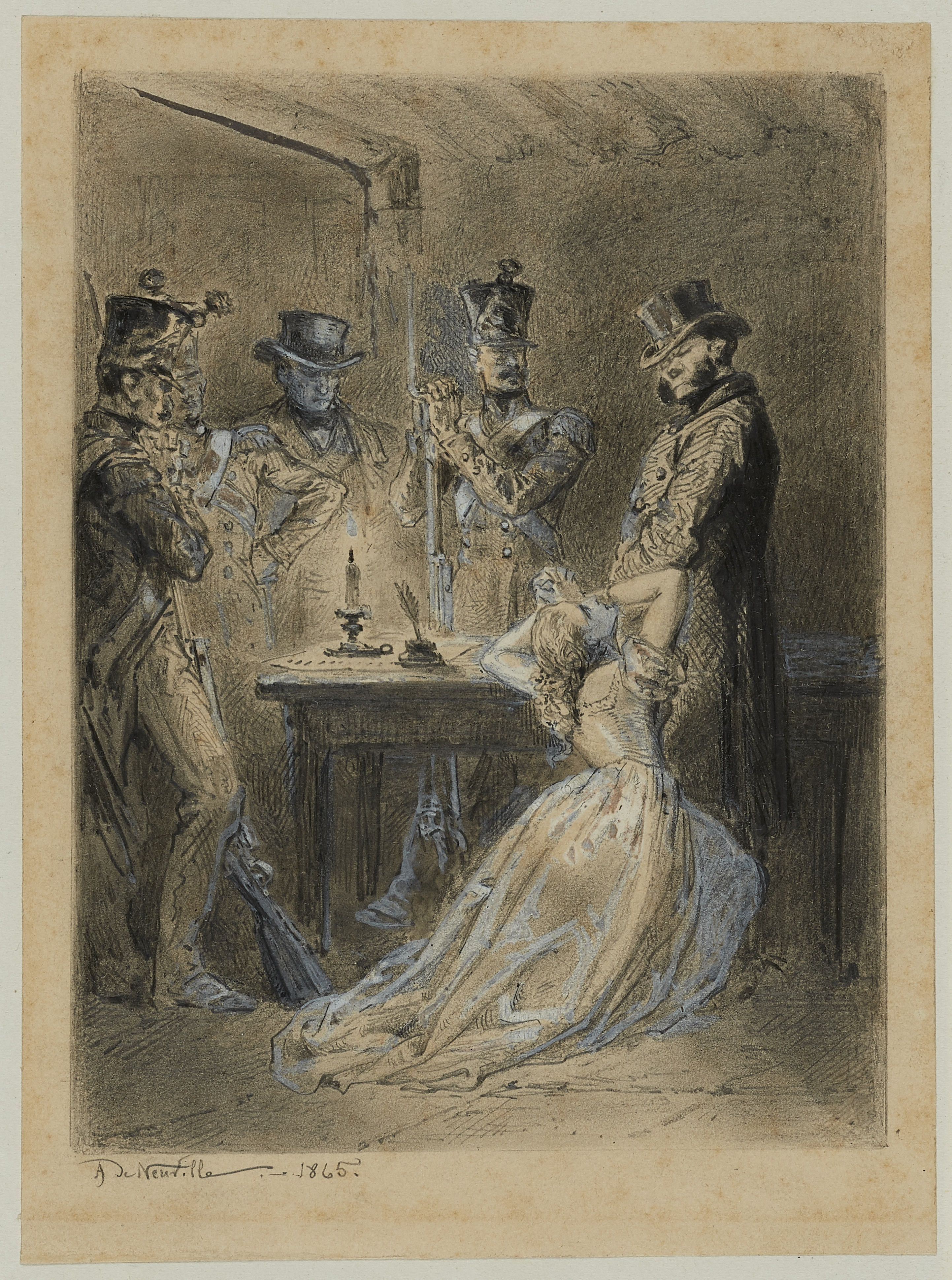
Fantine implorant Javert.
Dessin d'Alphonse de Neuville, 1865.

Un jour, au début de l’année 1823, Javert appréhende Fantine, une fille publique qu’il accuse, à tort, d’avoir troublé l’ordre public. M. Madeleine exige qu’il la remette en liberté. Javert, enragé et humilié, dénonce Madeleine comme étant Jean Valjean. Quelques jours plus tard, il reçoit une réponse lui disant qu’il était fou, car on a déjà arrêté Valjean à Arras. Javert, pensant avoir manqué de respect à un supérieur, demande à Valjean de le révoquer et lui explique l’histoire. Le même jour, il part pour Arras, pour témoigner dans l’affaire. Le lendemain, il reçoit l’ordre de la cour d’assises d’arrêter M. Madeleine qui a été identifié comme étant l’ancien forçat Jean Valjean, car il est venu se dénoncer au tribunal afin de disculper un innocent. Javert part à la recherche de Valjean et il le retrouve au chevet de Fantine dans l’infirmerie où Jean Valjean l’a fait hospitaliser, car elle en est au dernier stade de la phtisie pulmonaire. Valjean demande à Javert trois jours pour chercher l’enfant de Fantine, mais il le lui refuse. Impatient, Javert dit toute la vérité à Fantine ; l’émotion est si forte pour celle-ci qu’elle meurt sur le coup. Après avoir juré devant le lit de la morte de s’occuper de son enfant (ce que Javert ignore), Valjean est incarcéré dans la prison de Montreuil, mais réussit rapidement à s’en évader. Javert le recherche jusqu’à l’infirmerie où la sœur Simplice, qui veille Fantine, lui répond qu’elle n’a pas vu Valjean (alors qu’il se dissimule à deux pas). Javert, qui sait que cette religieuse considère le mensonge comme un péché, la croit et se retire.

### Tome II:Cosette

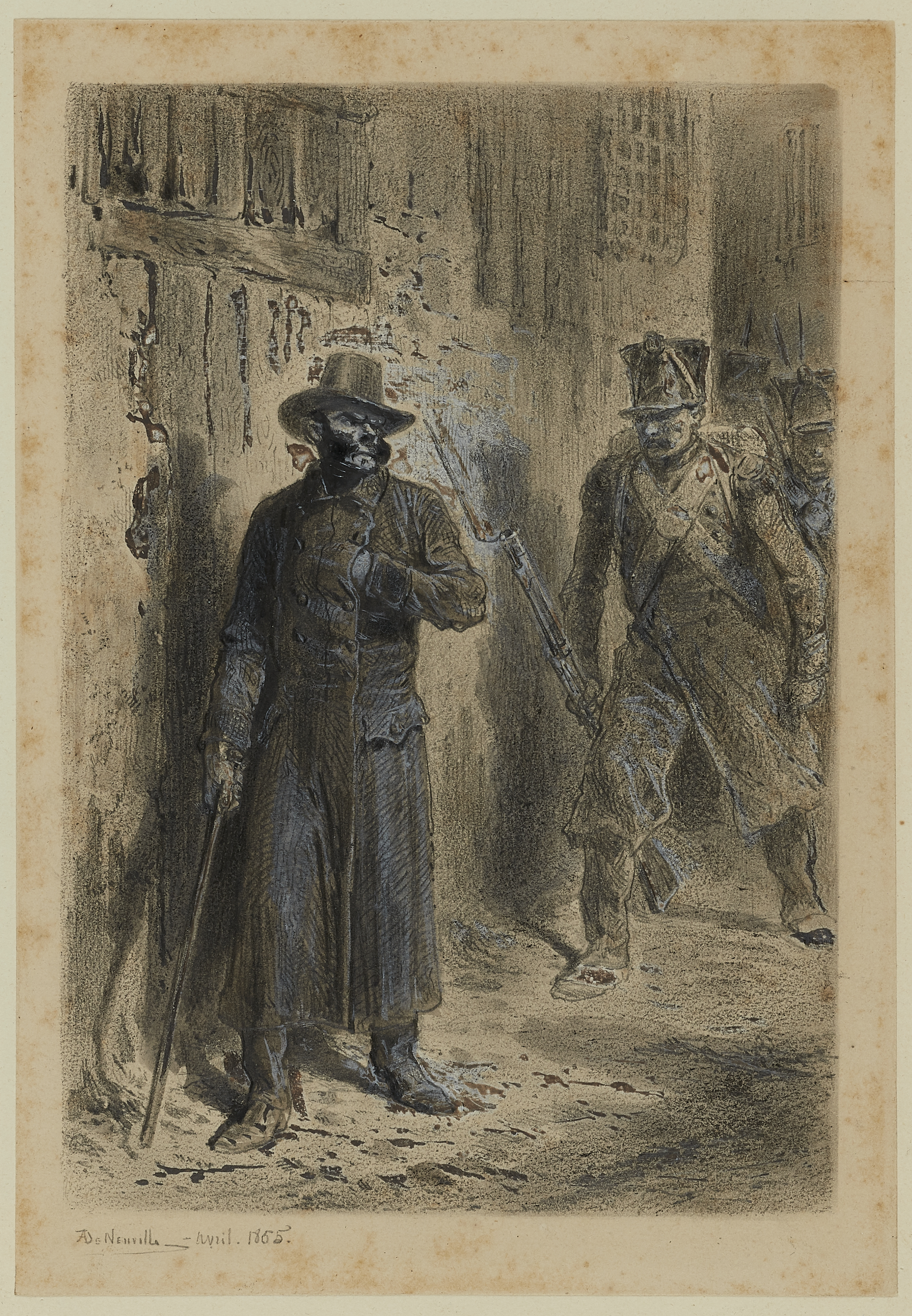
Javert sur les traces de Jean Valjean.
Dessin d'Alphonse de Neuville, 1865.

En poste à Paris où Javert a été affecté en 1824, il entend parler, dans le courant du mois de mars de la même année, « d'un mendiant, qui fait l'aumône », surnom que les pauvres d'un quartier ont donné à Valjean. Javert retrouve sa trace, mais Valjean, alerté, s'enfuit avec Cosette dans la nuit. Javert le pourchasse et il croit le tenir à sa merci, car Valjean s'est engagé dans un cul-de-sac, mais quand Javert y fait irruption, Valjean a disparu. Il surveille le quartier pendant plus d'un mois, sans résultat.

### Tome III:Marius
Nous ne rencontrons Javert que quelques années plus tard, en 1832, lorsque Marius, un étudiant parisien, vient le prévenir d'un guet-apens planifié par un certain « Jondrette » (alias Thénardier), dans la masure Gorbeau où Marius est le voisin de ce Jondrette et de sa famille. Javert réussit à arrêter les Jondrette ainsi que la bande Patron-Minette, de dangereux bandits qui participaient au guet-apens, mais quand il se tourne vers la victime, celle-ci a disparu.

### Tome IV:L'idylle rue Plumet et l'épopée rue Saint-Denis
Le 5 juin 1832, une insurrection éclate lors des funérailles du Général Lamarque. Javert se déguise en révolutionnaire pour espionner les insurgés, mais il est démasqué par le petit Gavroche. Quand on lui dit qu'il sera exécuté dix minutes avant que la barricade tombe, sa seule réponse est : « Pourquoi pas maintenant ? » On le lie à un poteau auquel il reste attaché toute la nuit. 

### Tome V:Jean Valjean
Le lendemain, Javert voit apparaître un homme qu'il connaît bien : c'est Valjean. Celui-ci demande à Enjolras, chef des insurgés, la faveur d'exécuter Javert, ce à quoi celui-ci consent. Mais Valjean ne tue pas Javert, il le libère après lui avoir communiqué le nom sous lequel il vit ainsi que son adresse. À partir de ce moment, on remarque un important changement chez Javert, car, avant de partir, il dit à Valjean : « Vous m'ennuyez. Tuez-moi plutôt ». Hugo écrit : « Javert ne s'apercevait pas lui-même qu'il ne tutoyait plus Jean Valjean. »

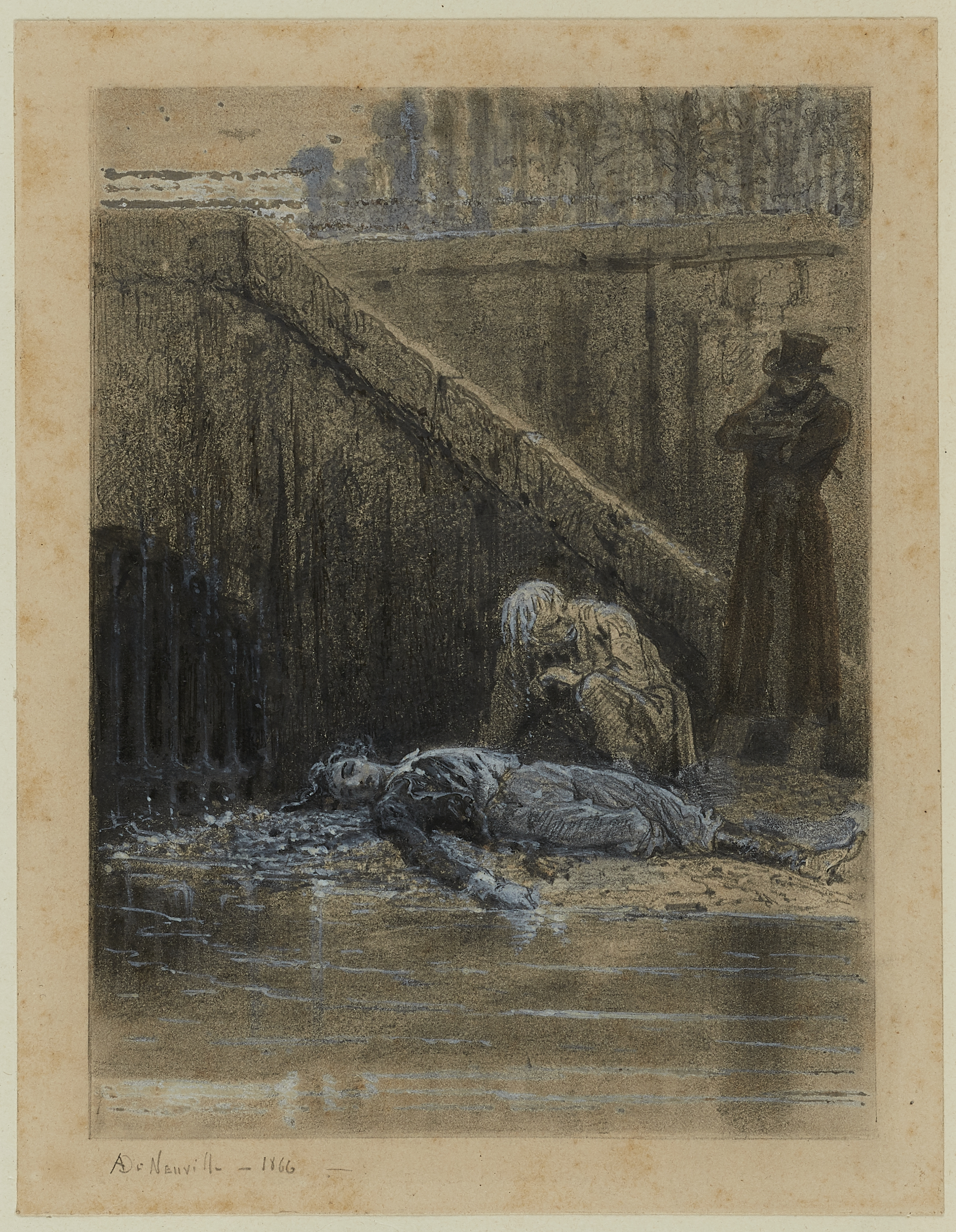
Jean Valjean et Marius inconscient devant Javert.
Dessin d'Alphonse de Neuville, 1866.

Par la suite, après avoir fait son rapport au préfet de police, Javert poursuit Thénardier qui s'est évadé de prison. Mais celui-ci lui échappe en pénétrant dans les égouts dont il possède la clé d'un accès. Javert se poste devant la porte grillagée des égouts et c'est Valjean qui en sort portant sur ses épaules Marius blessé et inconscient. Valjean demande à Javert de pouvoir transporter Marius chez sa famille. Javert acquiesce, de la même façon qu'il consent à ce que Valjean aille faire ses adieux à Cosette. Javert accompagne Valjean jusqu'à sa demeure, mais au lieu d'attendre son retour comme convenu, il s'en va.

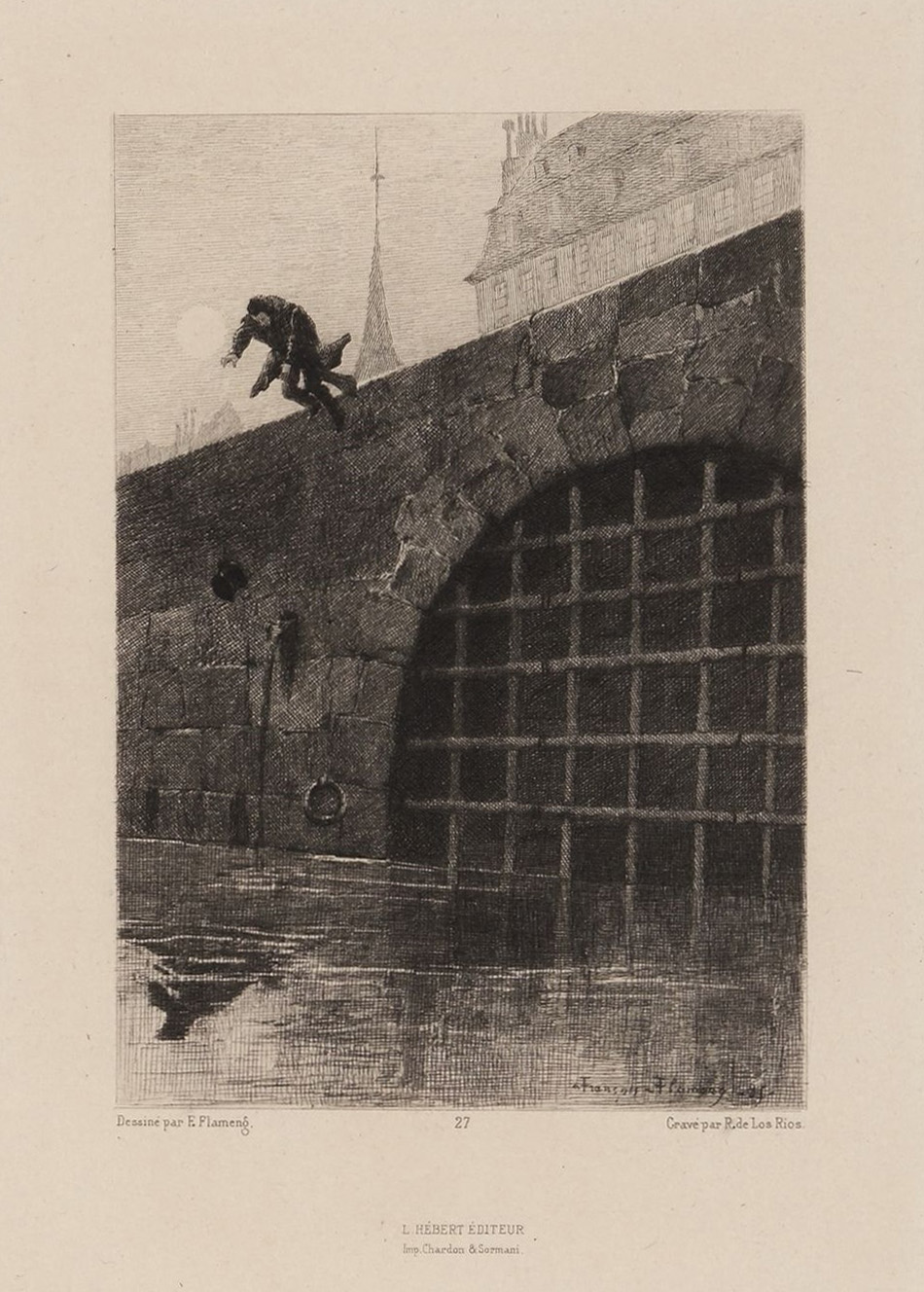
Javert se suicide.
Illustration de François Flameng, XIXe siècle.

Il se rend dans un bureau de police. Il y écrit une lettre au préfet de police dans laquelle il liste plusieurs défauts dans les prisons. Plus tard, cette lettre sera tenue comme une preuve de démence. Javert est confronté pour la première fois de sa vie à un dilemme : le crime de laisser le récidiviste Valjean en liberté et le crime d'arrêter celui qui lui paraît s'être racheté à ses yeux de policier réputé pour son inflexibilité...
Javert est abasourdi par ce qu'il vient de faire : il a laissé en liberté un homme qui a franchi la loi, celui qu'il traquait sans relâche depuis des années. Cela remet en cause toutes ses convictions. Toute sa vie, Javert a pensé que lorsqu'un homme devient un criminel, c'est pour toujours et qu'il n'existe pas de réhabilitation : il avait pris la loi pour un droit divin. Valjean, en lui montrant que la pitié, la clémence et la réhabilitation peuvent exister, a brisé tout ce en quoi il avait toujours cru. Il n'a jamais vu qu'un seul droit chemin et, maintenant, il en voit deux directement opposés. Désespéré, le 7 juin 1832 vers 1 heure du matin, Javert se précipite du haut du pont Notre-Dame dans la Seine où il se noie. On retrouve son corps le lendemain, pris sous un bateau.

## Portrait et personnalité de Javert

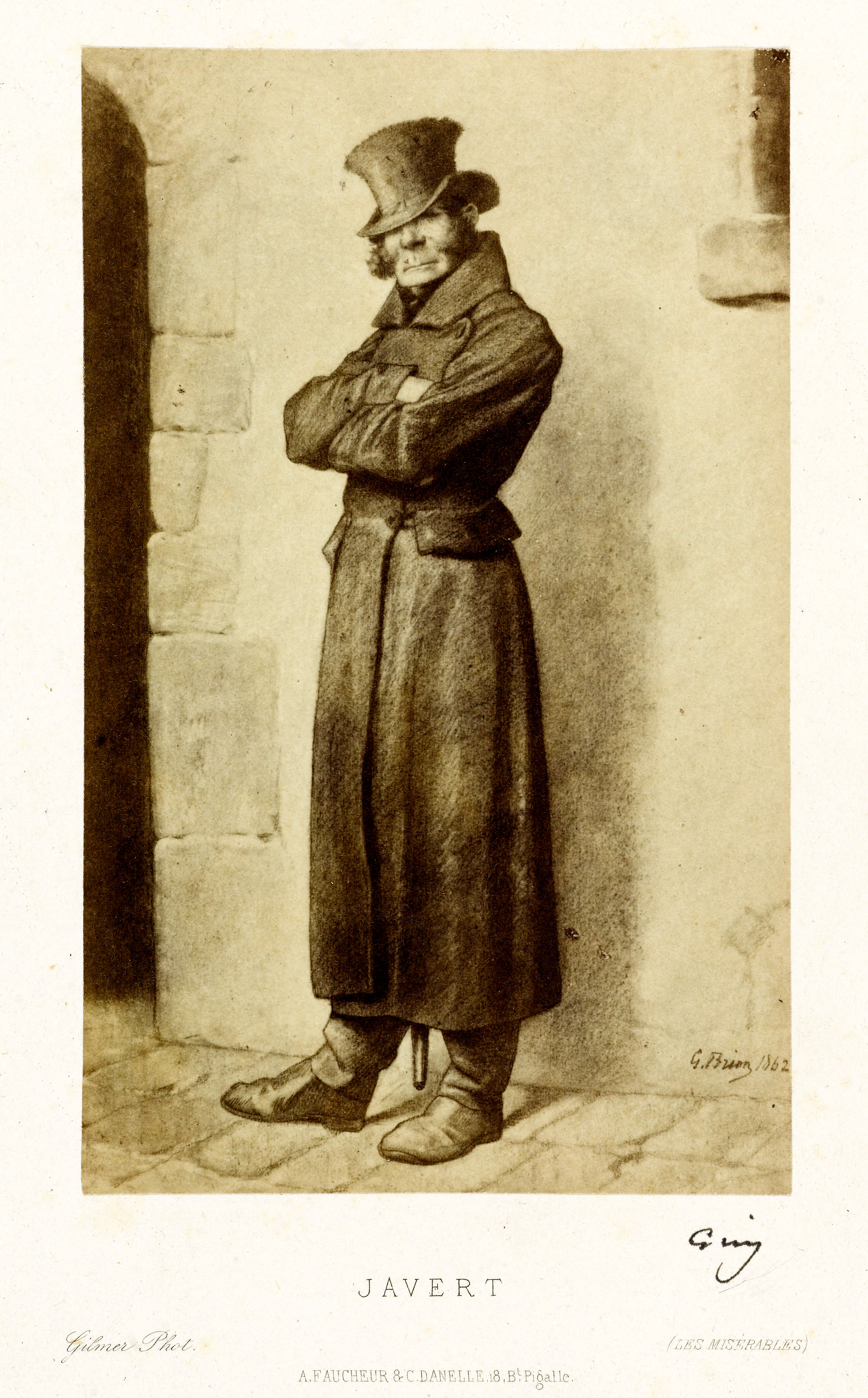
Illustration de Gustave Brion, 1862.

Selon Claudine Cohen, Victor Hugo s'inspire vraisemblablement des conceptions de Johann Kaspar Lavater relatives à la physiognomonie pour décrire les traits d'un visage en recourant parfois à des comparaisons animales. Javert est ainsi dépeint « comme un « chien fils de louve » ou encore comme une sorte de bête fauve ».
Description de son portrait dans le tome I. Fantine – Livre cinquième : La descendante – Chapitre 5. Vagues éclairs à l’horizon :

« Un homme de haute taille vêtu d'une redingote gris de fer, armé d'une grosse canne et coiffé d'un chapeau rabattu, [...] croisant les bras, secouant lentement la tête, et haussant sa lèvre supérieure avec sa lèvre inférieure jusqu'à son nez, sorte de grimace significative qui pourrait se traduire par : – Mais qu'est-ce que c'est que cet homme-là? – Pour sûr je l'ai vu quelque part. – En tout cas, je ne suis toujours pas sa dupe. Ce personnage, grave d'une gravité presque menaçante, était de ceux qui, même rapidement entrevus, préoccupent l'observateur. Il se nommait Javert, et il était de la police. [...] Certains officiers de police ont une physionomie à part et qui se complique d'un air de bassesse mêlé à un air d'autorité. Javert avait cette physionomie, moins la bassesse. [...] Maintenant, si l'on admet un moment avec nous que dans tout homme il y a une des espèces animales de la création, il nous sera facile de dire ce que c'était que l'officier de paix Javert. Les paysans asturiens sont convaincus que dans toute portée de louve il y a un chien, lequel est tué par la mère, sans quoi en grandissant il dévorerait les autres petits. Donnez une face humaine à ce chien fils d'une louve, et ce sera Javert. [...] Avant d'aller plus loin, entendons-nous sur ce mot face humaine que nous appliquions tout à l'heure à Javert. La face humaine de Javert consistait en un nez camard, avec deux profondes narines vers lesquelles montaient sur ses deux joues d'énormes favoris. On se sentait mal à l'aise la première fois qu'on voyait ces deux forêts et ces deux cavernes. Quand Javert riait, ce qui était rare et terrible, ses lèvres minces s'écartaient, et laissaient voir, non seulement ses dents, mais ses gencives, et il se faisait autour de son nez un plissement épaté et sauvage comme sur un mufle de bête fauve. Javert sérieux était un dogue; lorsqu'il riait, c'était un tigre. Du reste, peu de crâne, beaucoup de mâchoire, les cheveux cachant le front et tombant sur les sourcils, entre les deux yeux un froncement central permanent comme une étoile de colère, le regard obscur, la bouche pincée et redoutable, l'air du commandement féroce. [...] On ne voyait pas son front qui disparaissait sous son chapeau, on ne voyait pas ses yeux qui se perdaient sous ses sourcils, on ne voyait pas son menton qui plongeait dans sa cravate, on ne voyait pas ses mains qui rentraient dans ses manches, on ne voyait pas sa canne qu'il portait sous sa redingote. Mais l'occasion venue, on voyait tout à coup sortir de toute cette ombre, comme d'une embuscade, un front anguleux et étroit, un regard funeste, un menton menaçant, des mains énormes et un gourdin monstrueux. »

Description de sa personnalité (toujours dans le même chapitre) : 

« Cet homme était composé de deux sentiments très simples et relativement très bons, mais qu'il faisait presque mauvais à force de les exagérer : le respect de l'autorité, la haine de la rébellion; et à ses yeux le vol, le meurtre, tous les crimes, n'étaient que des formes de la rébellion. Il enveloppait dans une sorte de foi aveugle et profonde tout ce qui a une fonction dans l'état, depuis le premier ministre jusqu'au garde-champêtre. Il couvrait de mépris, d'aversion et de dégoût tout ce qui avait franchi une fois le seuil légal du mal. Il était absolu et n'admettait pas d'exceptions. D'une part il disait : – Le fonctionnaire ne peut se tromper; le magistrat n'a jamais tort. – D'autre part il disait : – Ceux-ci sont irrémédiablement perdus. Rien de bon n'en peut sortir. – Il partageait pleinement l'opinion de ces esprits extrêmes qui attribuent à la loi humaine je ne sais quel pouvoir de faire ou, si l'on veut, de constater des damnés, et qui mettent un Styx au bas de la société. Il était stoïque, sérieux, austère ; rêveur triste ; humble et hautain comme les fanatiques. Son regard était une vrille, cela était froid et cela perçait. Toute sa vie tenait dans ces deux mots : veiller et surveiller. Il avait introduit la ligne droite dans ce qu'il y a de plus tortueux au monde ; il avait la conscience de son utilité, la religion de ses fonctions, et il était espion comme on est prêtre. Malheur à qui tombait sous sa main! Il eût arrêté son père s'évadant du bagne et dénoncé sa mère en rupture de ban. Et il l'eût fait avec cette sorte de satisfaction intérieure que donne la vertu. Avec cela une vie de privations, l'isolement, l'abnégation, la chasteté, jamais une distraction. C'était le devoir implacable, la police comprise, [...] Toute la personne de Javert exprimait l'homme qui épie et qui se dérobe. [...] Javert était un symbole.
À ses moments de loisir, qui étaient peu fréquents, tout en haïssant les livres, il lisait ; ce qui fait qu'il n'était pas complètement illettré. Cela se reconnaissait à quelque emphase dans la parole. Il n'avait aucun vice, nous l'avons dit. Quand il était content de lui, il s'accordait une prise de tabac. Il tenait à l'humanité par là. On comprendra sans peine que Javert était l'effroi de toute cette classe que la statistique annuelle du ministère de la justice désigne sous la rubrique : Gens sans aveu. Le nom de Javert prononcé les mettait en déroute ; la face de Javert apparaissant les pétrifiait. Tel était cet homme formidable.
Javert était comme un œil toujours fixé sur M. Madeleine (Jean Valjean). Œil plein de soupçon et de conjectures. [...] Une fois il lui arriva de dire, se parlant à lui-même : – Je crois que je le (Jean Valjean) tiens ! – Puis il resta trois jours pensif sans prononcer une parole. 
Javert était évidemment quelque peu déconcerté par le complet naturel et la tranquillité de M. Madeleine. »

Plus tard Hugo décrit de nouveau sa personnalité dans le tome V. Jean Valjean – Livre troisième : la boue, mais l'âme – Chapitre 9. Marius fait l'effet d'être mort à quelqu'un qui s'y connaît :

« Un homme de haute stature, enveloppé d’une longue redingote, les bras croisés, et portant dans son poing droit un casse-tête dont on voyait la pomme de plomb, se tenait debout à quelques pas en arrière de Jean Valjean accroupi sur Marius.
C’était, l’ombre aidant, une sorte d’apparition. Un homme simple en eût eu peur à cause du crépuscule, et un homme réfléchi à cause du casse-tête. Jean Valjean reconnut Javert. »

La fin de ce chapitre décrit Javert comme une STATUE qui arrête le SPECTRE, c'est-à-dire Jean Valjean.

## Citations
- « [...] Le fonctionnaire ne peut se tromper ; le magistrat n'a jamais tort. [...] Ceux-ci sont irrémédiablement perdus. Rien de bon n'en peut sortir. »[8]
- « [...] J'ai souvent été sévère dans ma vie. Pour les autres. C'était juste. Je faisais bien. Maintenant, si je n'étais pas sévère pour moi, tout ce que j'ai fait de juste deviendrait injuste. Est-ce que je dois m'épargner plus que les autres ? [...] »[9]
- « [...] Gredin de pays, où les galériens sont magistrats et où les filles publiques sont soignées comme des comtesses ! Ah mais ! tout ça va changer, il était temps ! »[10]
- « [...] Vous ne passerez pas par la fenêtre, vous passerez par la porte. C'est moins malsain. Vous êtes sept, nous sommes quinze. Ne nous colletons pas comme les Auvergnats. Soyons gentils. »[11]
- « [...] Pourquoi pas tout de suite ? [...] Alors, finissons-en d'un coup de couteau. »[12]
- « [...] Quand me tuerez-vous ? [...] Alors, donnez-moi à boire, […] Liez-moi comme il vous plaira, [...] »[13]
- « [...] Prends ta revanche. […] Un surin. Tu as raison. Cela te convient mieux. [...] Vous m'ennuyez. Tuez-moi plutôt. »[14]

## En littérature étrangère
L'écrivain russe Fiodor Dostoïevski, qui admirait beaucoup Victor Hugo, a repris la figure de Javert pour composer certains aspects du personnage de Pavel Smerdiakov dans le roman Les Frères Karamazov.

## Au cinéma et à la télévision

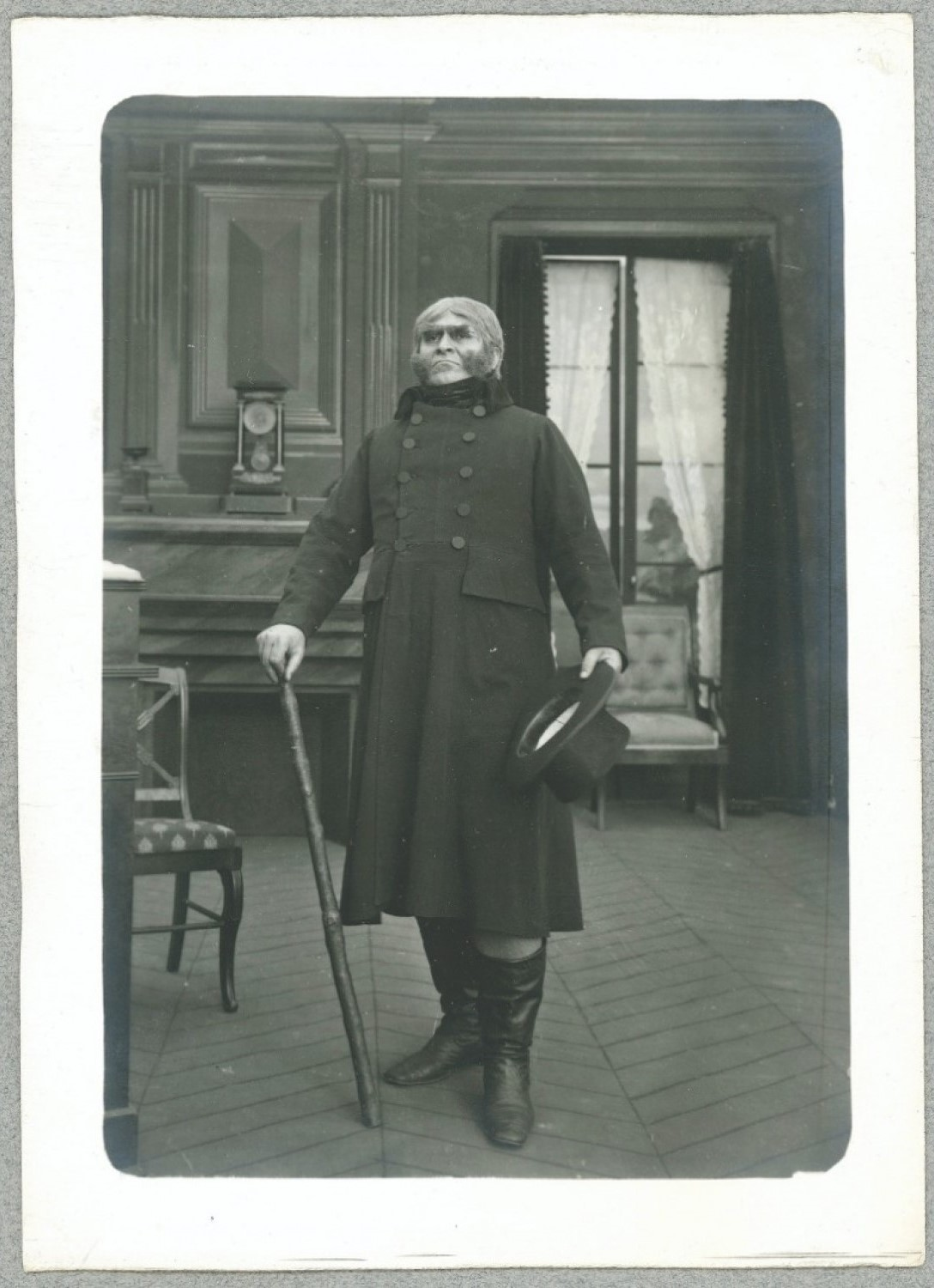
Henri Étiévant interprétant Javert dans Les Misérables, film réalisé par Albert Capellani.

Javert a notamment été incarné au cinéma et à la télévision par :
- Henri Étiévant, 1913, version d'Albert Capellani
- Hardee Kirkland, 1917, version de Frank Lloyd
- Jean Toulout, 1925, version d'Henri Fescourt
- Charles Vanel, 1934, version de Raymond Bernard
- Charles Laughton, 1935, version de Richard Boleslawski
- Hans Hinrich, 1947, version de Riccardo Freda
- Robert Newton, 1952, version de Lewis Milestone
- Bernard Blier, 1958, version de Jean-Paul Le Chanois
- Marcel Bozzuffi, 1961, version TV d’Alain Boudet
- Bernard Fresson, 1972, version TV de Marcel Bluwal
- Anthony Perkins, 1978, version de Glenn Jordan
- Michel Bouquet, 1982, version de Robert Hossein
- Jean-Claude Montalban (voix), 1992, version animée de Thibaut Chatel[16]
- Geoffrey Rush, 1998, version de Bille August
- John Malkovich, 2000, version TV de Josée Dayan
- Russell Crowe, 2012, version de Tom Hooper
- David Oyelowo, 2018, version TV de Andrew Davies (BBC)